# Domenico Minolfi Scovazzo
Domenico Minolfi Scovazzo (Aidone, 4 novembre 1827 – Catania, 30 gennaio 1898) è stato un medico, patriota e politico italiano.

## Biografia
Figlio di un notaio, discende da una famiglia che vanta numerose posizioni nella vita politica e sociale di Aidone. Per parte di madre è imparentato con l'altrettanto importante dinastia degli Scovazzo che, alla sua nascita, vanta un abate, due giudici e un avvocato e in seguito un ministro del governo di Nicola Maresca Donnorso di Serracapriola. Assieme al fratello Lorenzo compie i propri studi a Palermo e viene avviato allo studio della medicina. Una volta laureato apre il proprio studio medico al paese natio, utilizzando i locali dello studio notarile del padre, mancato nel 1843.
Si forma politicamente fin da giovanissimo seguendo lo zio Gaetano Scovazzo, personaggio influente in Sicilia prima come Direttore generale del governo della Luogotenenza siciliana e in seguito presidente della Consulta presso il tribunale di Palermo.
Nel 1848 partecipa alla formazione della Guardia nazionale guidata dal cugino Rocco Camerata Scovazzo e partecipa alla battaglia del Dragofosso, un diversivo che riesce a impedire l'unione del battaglione comandato dal colonnello  Gaetano Afan de Rivera (proveniente da Gela) con le truppe del generale Tommaso Clary provenienti da Catania.
Coi buoni uffici di suo cugino Filippo Cordova, membro del primo parlamento del Regno d'Italia, viene eletto consigliere provinciale di Caltanissetta, diventando ben presto presidente della provincia. Collaborando col cugino, Ministro dell'Agricoltura, Industria e Commercio nel Governo presieduto da Bettino Ricasoli, si impegna principalmente per il miglioramento della viabilità della provincia e per la costruzione di una linea ferroviaria per il trasporto dello zolfo delle locali miniere.
Nel 1883 viene nominato commissario straordinario dell'Opera Pia Calcagno, allo scopo di aggirare l'opposizione dei suoi commissari ad erogare le somme necessarie all'allestimento dell'asilo d'infanzia che si è deciso di istituire a seguito dell'esproprio dell'edificio ecclesiastico. 
Eletto deputato per la prima volta nel 1886, sostiene i governi di Depretis e Crispi sedendo nelle file della coalizione ministeriale, nella quale era confluita parte della Destra storica guidata da Marco Minghetti. 
Dopo le due legislature da Deputato Nazionale il ns. Minolfi entra in conflitto con il capo della destra storica Antonio Starabba marchese di Rudinì, e rinuncia ad una ulteriore candidatura per non lasciare il collegio di Piazza Armerina sguarnito di un rappresentante locale.
Autore di saggi e monografie in tema medico, ha fatto parte dell'Accademia dei Zelanti di Acireale e dell'Accademia Gioienia di Catania. Nel 1897 viene proposto per la nomina a senatore ma un improvviso aneurisma lo costringe a rinunciare.